# Zanokcica ciemna
Zanokcica ciemna (Asplenium adiantum-nigrum L.) – gatunek paproci z rodziny zanokcicowatych.

## Rozmieszczenie geograficzne
Gatunek kosmopolityczny, ale o rozmieszczeniu dysjunktywnym. Główny obszar występowania znajduje się w Europie Zachodniej i Południowej, a północna granica zasięgu dochodzi do Irlandii i południowo-zachodniej części Półwyspu Skandynawskiego. Występuje także dysjunktywnie na Kaukazie, w Himalajach, w środkowej i południowo-wschodniej Azji, w południowo-wschodniej i środkowej Afryce, Ameryce Północnej i Australii. W Polsce obecnie (dane do 2008 r.) występuje tylko na Dolnym Śląsku, głównie w Górach Sowich.

## Morfologia
Roślina o wysokości do 30 cm. Pod ziemią krótkie kłącze. Liście błyszczące, skórzaste (por. zanokcica klinowata), zimotrwałe, ciemnozielone, o długości do 50 cm. Są 2-3 krotnie pierzaste. Kupki zarodni otoczone zawijką.

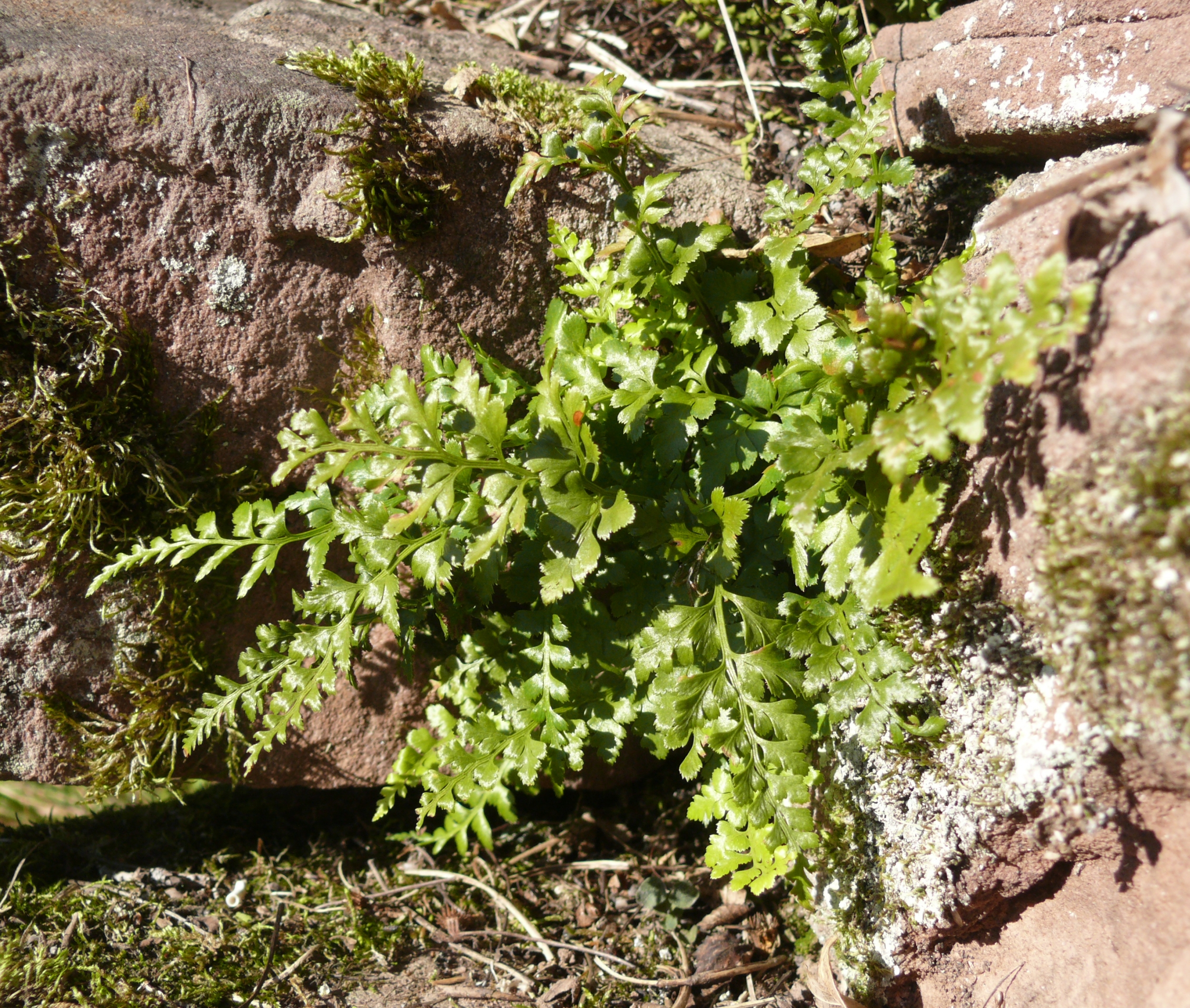
Młoda roślina
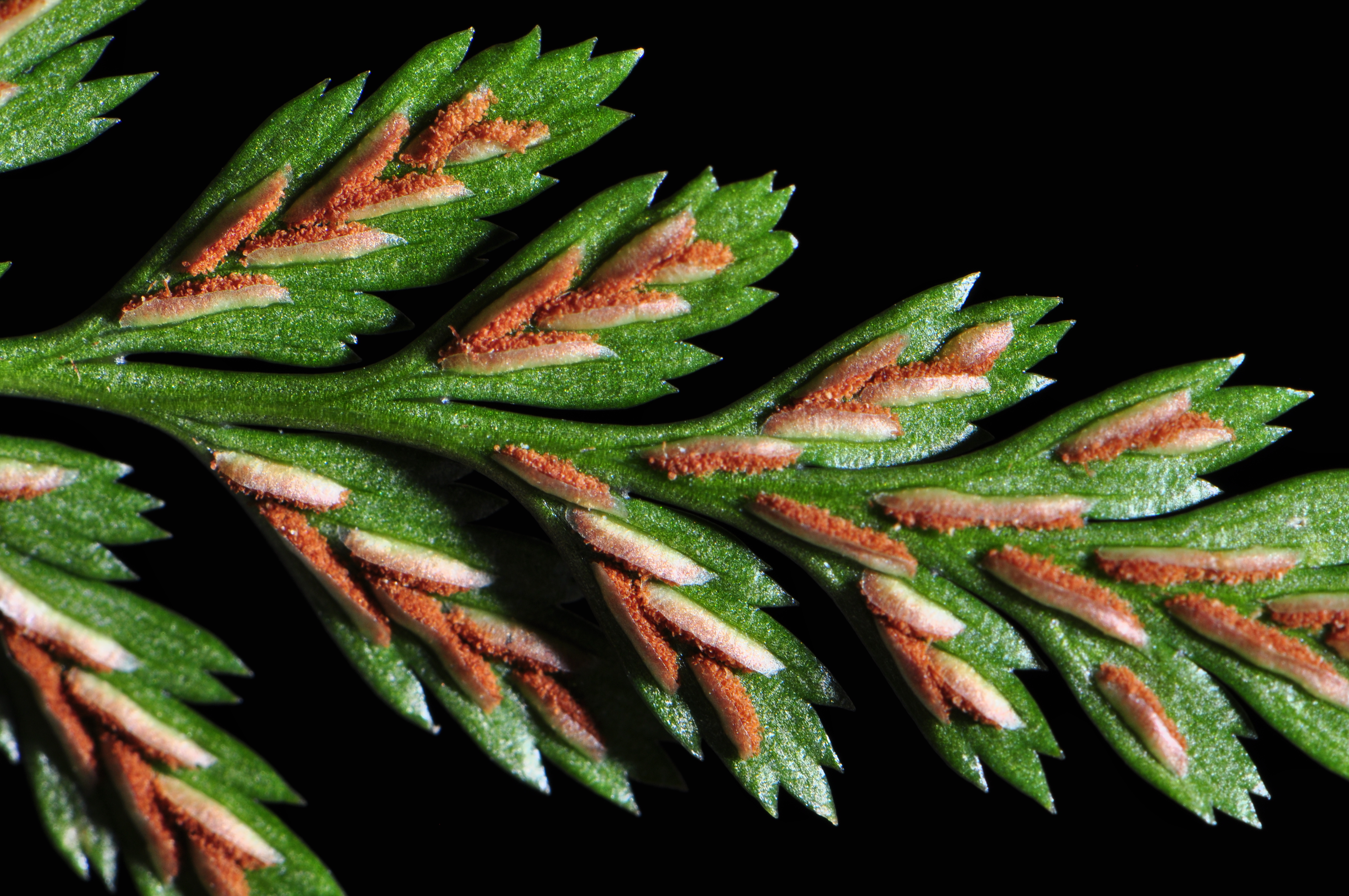
Dolna strona liścia z zarodniami
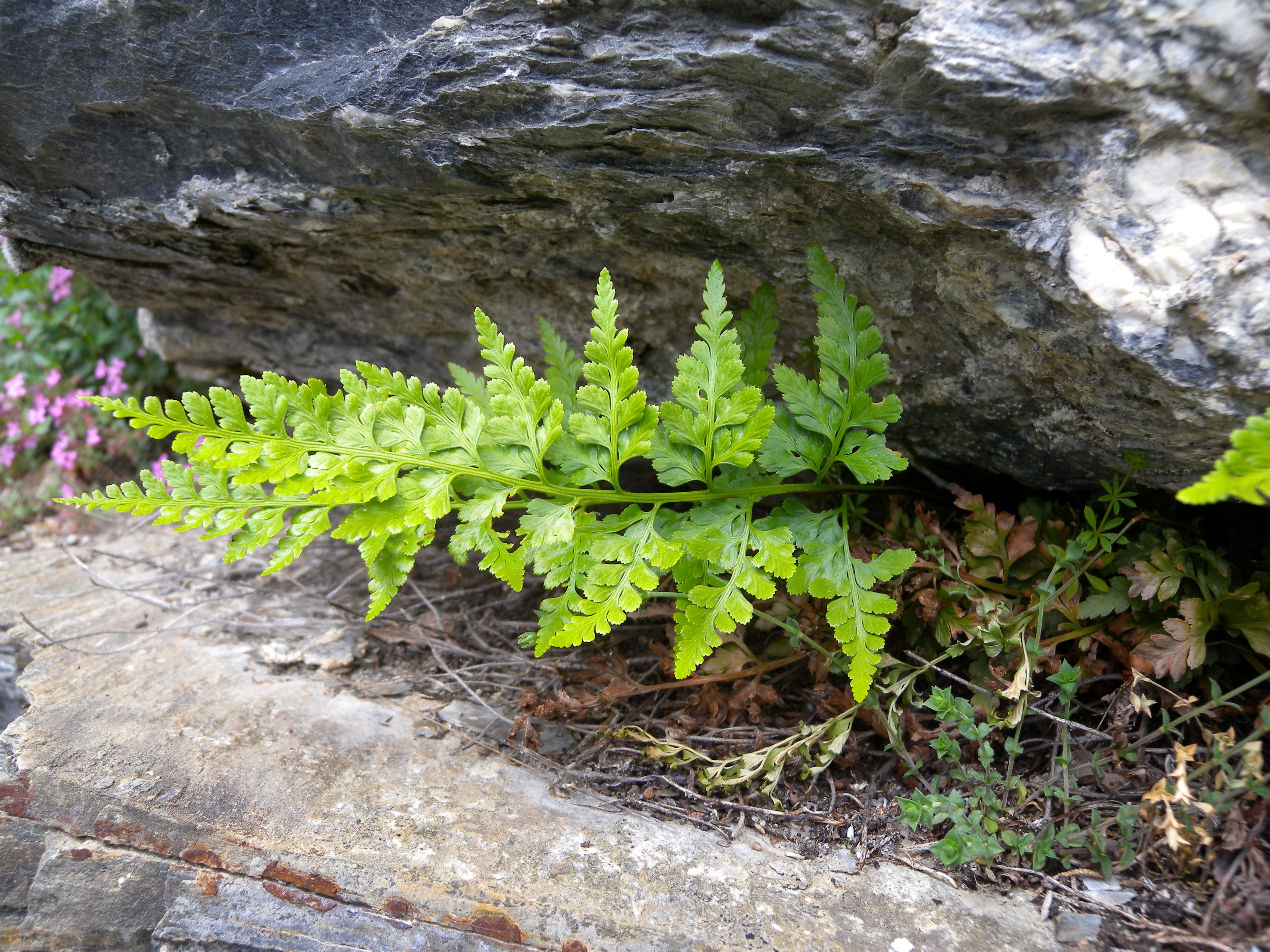
Górna strona liścia

## Biologia i ekologia
Bylina, hemikryptofit. Siedlisko: skały serpentynowe na przedgórzu Sudetów (np. Masyw Ślęży, Masyw Grochowej), zarówno naturalne wychodnie jak i stare kamieniołomy. Zarodniki dojrzewają w sierpniu i wrześniu. Liczba chromosomów 2n=144. Gatunek charakterystyczny zespołu Asplenietum septentrionali-adianti-nigri.

## Zagrożenia i ochrona
Roślina objęta w Polsce ścisłą ochroną gatunkową od 2004 roku.
Kategorie zagrożenia gatunku:
- Kategoria zagrożenia w Polsce według Czerwonej listy roślin i grzybów Polski (2006)[8]: E (wymierający, krytycznie zagrożony); 2016: EN (zagrożony)[9]
- Kategoria zagrożenia w Polsce według Polskiej Czerwonej Księgi Roślin: EN (endangered, zagrożony)[10]